# Walter Schwanzer
Walter Schwanzer (Rohrendorf bei Krems-Oberrohrendorf (Neder-Oostenrijk), 21 oktober 1957) is een Oostenrijks componist, muziekpedagoog en slagwerker.

## Levensloop
Schwanzer kreeg zijn eerste muzieklessen in 1967 en speelde vanaf 1976 als slagwerker in verschillende dansorkesten. Hij studeerde van 1977 tot 1981 slagwerk bij R. Hochrainer (lid van de Wiener Philharmoniker) aan de Universität für Musik und darstellende Kunst Wien in Wenen. Van 1981 tot 1987 was hij docent aan de muziekschool in Krems an der Donau. Hij was slagwerker van de Gardemusik Wien, een van de Oostenrijkse militaire muziekkapellen. In 1980 werd een werk van hem op langspeelplaat opgenomen. Sindsdien zijn er rond 700 werken op platen en CD's opgenomen. 
Sinds 1986 is hij freelance componist, arrangeur, dirigent en producent en heeft sinds 1991 een eigen muziekuitgave. In 1998 was hij oprichter van een eigen harmonieorkest k.u.k. Regimentskapelle Nr.84. 

## Composities (selectie)

### Werken voor harmonieorkest
- 2004 Kaiser-Karl-Gedenkmarsch
- 2005 Stolz auf Niederösterreich, mars
- Blasmusik für Alt und Jung
- Blasmusik mit Herz
- Frohe Abendstunden, selectie
- Happy Vindobona
- Lustige Talfahrt
- Traumlandmelodie
- Weinhauermarsch

### Toneelmuziek

#### Musicals
- 2004 Die verrückten Ferien, kindermusical samen met Dr. Günther Leopold
- 2007 Jugendsünden, - libretto: Josef Köber

### Filmmuziek
- 1992 Tatort Wien, televisieserie